# Harmony Ikande
Harmony Ikande (ur. 17 września 1990, w Kano, Nigeria) – nigeryjski piłkarz grający na pozycji pomocnika. 

## Kariera piłkarska

### Kariera klubowa
Wychowanek klubu A.C. Milan, w drużynie młodzieżowej którego występował do stycznia 2010 roku. Potem był wypożyczony do klubów AC Monza, US Poggibonsi i Extremadura UD. 31 sierpnia 2011 przeszedł do węgierskiego Budapest Honvéd FC. W 2012 wyjechał do Izraela, gdzie występował w klubach Beitar Jerozolima i Hapoel Aszkelon. 17 sierpnia 2013 podpisał kontrakt z ukraińską Howerłą Użhorod. Po zakończeniu sezonu 2013/14 powrócił do Izraela, gdzie został piłkarzem Hapoelu Tel Awiw.

### Kariera reprezentacyjna
W 2011 roku debiutował w reprezentacji Nigerii U-23. Wcześniej występował w młodzieżowej reprezentacji Nigerii.